# Пісківка (село)
Піскі́вка — село в Україні, у Лебединській міській громаді Сумського району Сумської області. До 2020 підпорядковувалось Ворожбянській сільраді
Населення — 38 чоловік.

## Географія
Село Пісківка знаходиться за 2-3 км від правого берега річки Псел. На відстані 1,5 км розташоване село Ворожба. Село розділене на три частини, які рознесені на відстань до 1,5 км. До села примикає великий лісовий масив. Поруч проходить автомобільна дорога Т 1909.

## Історія
12 червня 2020 року, відповідно до Розпорядження Кабінету Міністрів України № 723-р «Про визначення адміністративних центрів та затвердження територій територіальних громад Сумської області» увійшло до складу Лебединської міської громади.
19 липня 2020 року, після ліквідації Лебединського району, село увійшло до Сумського району.